# Жозеф Лопі
Жозеф Лопі (фр. Joseph Lopy; нар. 15 березня 1992, Зігіншор) — сенегальський футболіст, півзахисник французького клубу «Сошо» та національної збірної Сенегалу.

## Клубна кар'єра
Народився 15 березня 1992 року в місті Зігіншор. Вихованець системи сенегальського клубу «Дьямбар», з якої 2010 року перебрався до Франції, де приєднався до другої команди «Сошо».
Наступного 2011 року дебютував в іграх за головну команду «Сошо», в якій протягом чотирьох сезонів взяв участь у 56 матчах чемпіонату.
Влітку 2015 року, після завершення контракту із «Сошо» став вільним агентом, а за декілька місяців знайшов варіант продовження кар'єри у складі команди «Булонь».
Згодом у 2016—2020 роках захищав кольори «Клермона» та «Орлеана», після чого у липні 2020 року повернувся до «Сошо».

## Виступи за збірні
2011 року залучався до складу молодіжної збірної Сенегалу. На молодіжному рівні зіграв у трьох офіційних матчах.
2020 року дебютував в офіційних матчах у складі національної збірної Сенегалу. У складі збірної був учасником Кубка африканських націй 2021 року, що проходив на початку 2022 року в Камеруні.

## Титули і досягнення
- Переможець Кубка африканських націй: 2021